# Los Invasores (Albacete)

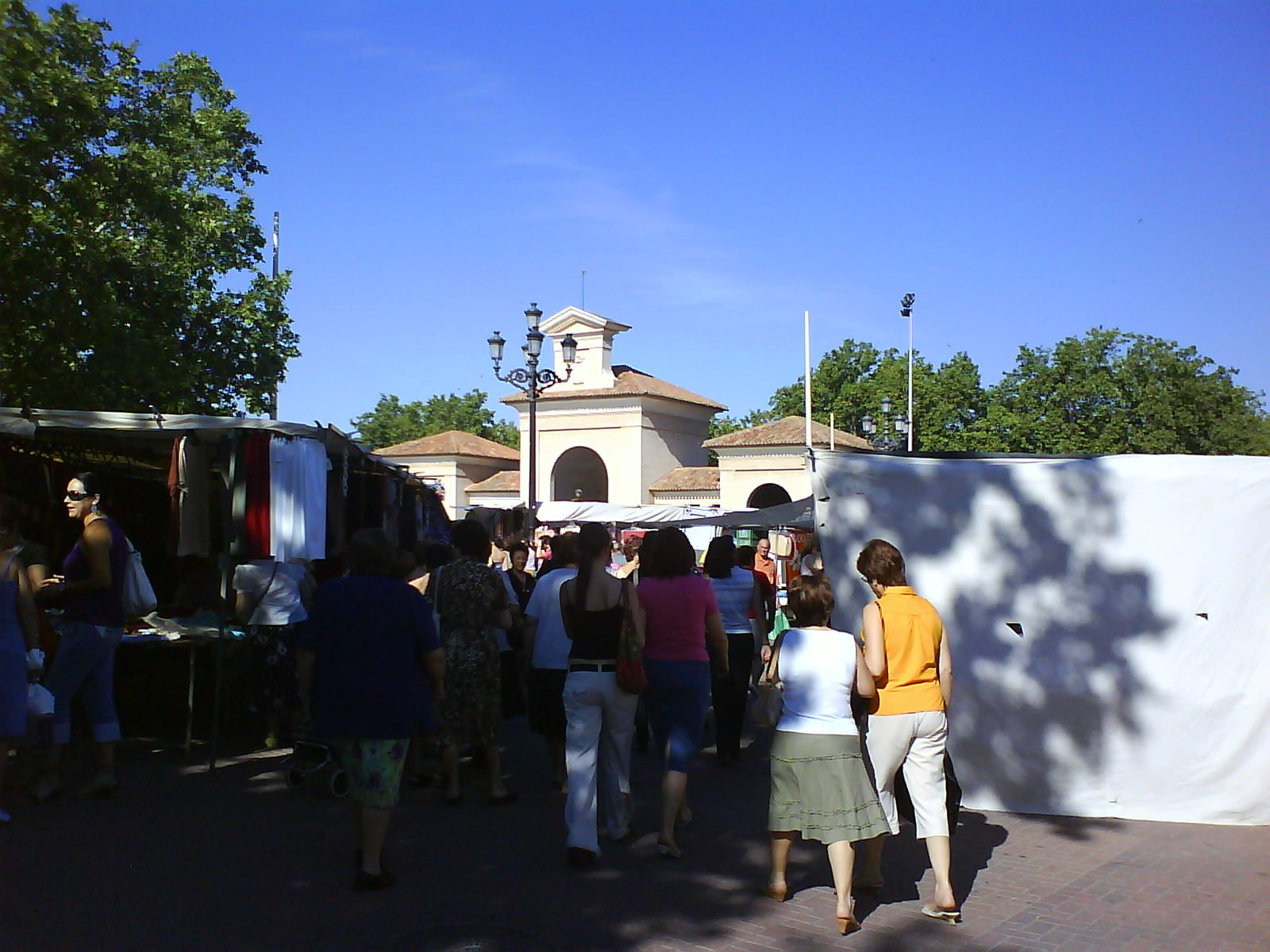
Vista de Los Invasores con la Puerta de Hierros del Recinto Ferial de Albacete de fondo

Los Invasores es un mercado al aire libre que se monta todos los martes del año en la ciudad española de Albacete. Ubicado en el histórico entorno de los Ejidos de la Feria y parte del Recinto Ferial, es el mercado más grande de Castilla-La Mancha y uno de los más grandes de España. 
En su más de medio siglo de existencia ha ido creciendo y reglamentando su existencia y actividad comercial. Cada martes es abarrotado por miles de personas que buscan todo tipo de productos a precio de ganga.

## Historia
El mercado de Los Invasores se comenzó a crear con sus tiendas de quita y pon en los años 1960 y fue creciendo a lo largo de las décadas, hasta los 550 puestos –máximo permitido por las últimas leyes municipales– que tiene en el siglo XXI.
El mercadillo recibió su denominación en referencia a la popular serie de televisión de aquellos años: Los invasores, y que se emitía en la televisión española el mismo día que se hacía el mercado. Muchos de los vendedores procedían de otros lugares, invadiendo la ciudad.
A finales de los años 1970 fue trasladado por motivos de espacio a los Ejidos de la Feria, su ubicación actual.
Los Invasores posee una regulación municipal establecida en 2007. Esta regulación permite al Ayuntamiento de Albacete controlar el número de puestos, el tamaño de los tinglados, lo que puede venderse, y el lugar exacto donde puede celebrarse.[cita requerida]

## Actividad comercial
El mercadillo se estructura en dos sectores diferenciados: polivalencias y alimentación. El sector de polivalencias se instala en los Ejidos de la Feria y cuenta con un máximo de 470 puestos, mientras que el sector de la alimentación se instala en la zona de la antigua lonja del Recinto Ferial y cuenta con un máximo de 85 puestos.
La actividad comercial se centra en la venta de todo tipo de productos: alimentación, ropa, calzado, juguetes, muebles, animales (pájaros, pollos, peces...), música, ferretería, plantas y flores, relojes, churros, droguería, lámparas, cuadros, golosinas, colchas, telas... a precio de ganga, inferior al que se puede encontrar en las tiendas. Los puestos deben ser de carácter desmontable, y el propietario o responsable no puede poseer más de un puesto. Cada puesto debe ser ubicado en las zonas pintadas y numeradas a tal efecto. En él se puede encontrar todo tipo de cosa e incluso conseguirla a un precio de "chollo".

## El escenario

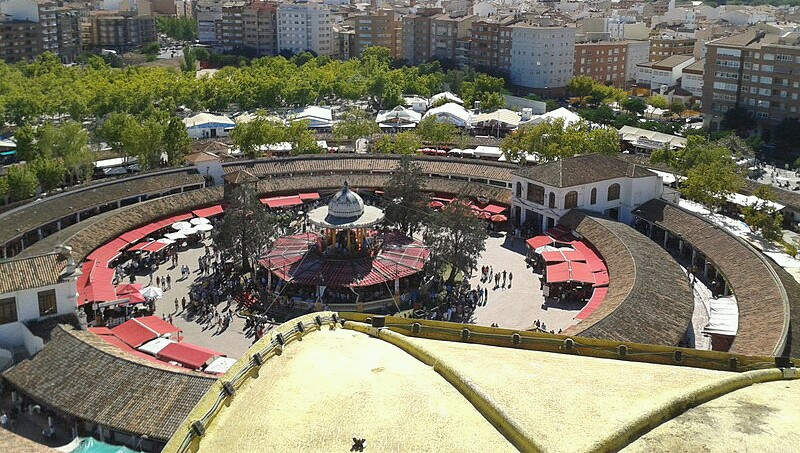
Una parte de Los Invasores ─la alimentación─ tiene lugar dentro del Recinto Ferial de Albacete; la mayor parte, en sus alrededores, los Ejidos de la Feria.

El histórico escenario en el que tiene lugar Los Invasores es el entorno del Recinto Ferial de Albacete, conocido como los Ejidos de la Feria, y parte del Recinto Ferial, situado en el castizo barrio Feria del centro de la capital albaceteña. 
El Recinto Ferial se construyó en 1783 en su actual ubicación. El edificio, con planta en forma de sartén, es un ejemplo de arquitectura manchega orientada hacia la actividad comercial. El cuerpo de la sartén está formado por anillos concéntricos que albergan puestos comerciales. 
Los Ejidos de la Feria es la explanada que rodea al Recinto Ferial. Este era el sitio, conocido entonces y aún hoy como "la Cuerda", donde tiempo atrás los comerciantes exponían el ganado para su venta. Perdió su uso con la llegada de la mecanización del campo.

## Ritmo del mercado
El funcionamiento del mercado, aunque esté a pie de calle, se regula municipalmente, abriéndose sólo los martes. El horario comienza a las 8:00 horas de la mañana hasta las 14:00 horas de la tarde,[cita requerida] efectuándose el montaje de los puestos callejeros entre las 6:30 y las 8:30 horas de la mañana y la retirada de los mismos entre las 13:30 y las 14:45 horas de la tarde. En ningún caso puede iniciarse la instalación antes del horario fijado.

## Ambiente
El mercado de Los Invasores está lleno, a rebosar, cada martes por la mañana. Se celebra todos los martes del año, excepto los que coinciden con la Feria de Albacete, declarada de Interés Turístico Internacional, que tiene lugar del 7 al 17 de septiembre. Destaca la gran diversidad de personas de diferentes países y etnias que venden y que afluyen en busca de curiosidades y gangas. Los comerciantes proceden de numerosos puntos de toda España. 
El regateo era posible antiguamente, aunque poco a poco la costumbre va disminuyendo. En muchos casos los visitantes simplemente pasean observando el ambiente. La gran afluencia de gente propicia que los partidos políticos, con frecuencia, instalen mesas informativas en Los Invasores con motivo de dar a conocer sus programas y para hacer campaña electoral, entre otras cuestiones.

## Transporte
Los Invasores queda conectado mediante las siguientes líneas de autobús urbano:
| Línea | Trayecto | Recorrido                                                         | Frecuencia    |
| ----- | --- | ----------------------------------------------------------------- | ------------- |
|       | Campus UCLM-Vereda | Recorrido Archivado el 1 de noviembre de 2014 en Wayback Machine. | 12-18 minutos |
|       | Campus UCLM-Vereda | Recorrido Archivado el 17 de abril de 2014 en Wayback Machine.    | 12-18 minutos |
|       | Campus UCLM-Hospital Universitario del Perpetuo Socorro                                                                          | Recorrido Archivado el 22 de febrero de 2014 en Wayback Machine.  | 12-18 minutos |
|       | Estación de Albacete-Los Llanos-Estación de Autobuses-Hospital General Universitario-Hospital Universitario del Perpetuo Socorro | Recorrido Archivado el 22 de febrero de 2014 en Wayback Machine.  | 15-22 minutos |